# ببا عز الدين
ببا عز الدين (7 أكتوبر 1916 - 5 فبراير 1952)، ممثلة وراقصة شرقية مصرية من أصل لبناني، اسمها الحقيقي «فاطمة هانم عز الدين». اشتهرت في الأربعينيات، نافست بديعة مصابني بعد ما انضمت لفرقتها وصالتها المشهورة. تزوجت من ألفريد أنطوان عيسى، وعملت بالمسرح، وبكازينو الأوبرا.

## أعمالها
1. عنتر ولبلب (1952)
2. ليالي الأنس (1947)
3. جحا والسبع بنات (1947)
4. أحلاهم (1945)
5. جمال ودلال (1945)
6. البيه المزيف (1945)
7. كدب في كدب (1944)
8. كله إلا كده (1936)
9. أنت فين والحب فين (1936)

### أداء دورها في الأعمال الفنية
طموح الراقصة اللبنانية قادها إلى الانفصال عن بديعة مصابني وافتتحت صالة باسمها في شارع عماد الدين، وبعدها امتلكت بيبا كازينو الأوبرا الاستعراضي الذي كانت تملكه بديعة، واجتذبت العديد من الأثرياء الذين جاءوا للتقرب إلى الراقصة الجميلة. وعلى الرغم من النجاح الفني الذي حققته بيبا إلا أنها لم تترك أثرًا قويًا بالسينما؛ وقدمت خلال مسيرتها الفنية 7 أفلام تقريبًا أشهرهم: «كدب في كدب» مع أنور وجدي عام 1944، «جحا والسبع بنات» مع فوزي الجزايرلي، وآخر أعمالها «ليالي الأنس» مع فريد شوقي عام 1947.
- فيلم بديعة مصابني عام 1975 عن قصة حياة بديعة مصابني بطولة نادية لطفي وأدت دورها نبيلة عبيد.
- مسلسل أبو ضحكة جنان عام 2009 عن قصة حياة إسماعيل ياسين بطولة أشرف عبد الباقي وأدت دورها ميسرة.
- مسلسل كاريوكا عام 2012 عن قصة حياة تحية كاريوكا بطولة وفاء عامر وأدت دورها نانا الإبياري.

## وفاتها
وفي أوائل الخمسينيات وأثناء عودتها من إحدى الحفلات بالإسكندرية، انقلبت سيارة بيبا عز الدين ولقيت مصرعها على الفور في 5 فبراير عام 1952، ويقال أن الحادث مُدبر من جهات أمنية تابعة للقصر الملكي، كانت تقصد أحد رجال حزب الوفد المعارض للملك، وهو السياسي الشاب الدكتور عزيز فهمي، والذي كانت سيارته تشبه تمامًا سيارة ببا ومن ماركتها نفسها ولونها، فكان أن وقع الخطأ وتوفيت هي بدلًا منه.

## روابط خارجية
- ببا عز الدين على موقع IMDb (الإنجليزية)
- ببا عز الدين على موقع الدهليز
- ببا عز الدين على موقع قاعدة بيانات الأفلام العربية